# Марин Шотичек
Ма́рин Шо́тичек (хорв. Marin Šotiček; нар. 18 вересня 2004, Ново Место) — хорватський футболіст, нападник/вінгер швейцарського клубу «Базель».

## Клубна кар'єра

### «Локомотива»
Вихованець академій футбольних клубів «Зринськи Озаль», «Виноградар» і «Локомотива». В липні 2022 року підписав з «Локомотивою» свій перший професіональний контракт, що розрахований до червня 2024 року. 29 липня того ж року дебютував в основному складі «Локомотиви» в матчі чемпіонату Хорватії проти «Шибеника», вийшовши на заміну Яков-Антону Василю.
В лютому 2023 року відправився в оренду в клуб Другої ліги «Ярун». 25 лютого дебютував за нову команду в матчі проти «Дугополє», вийшовши на заміну. 4 березня в поєдинку проти клубу «Кроація» (Зміявці) забив свій перший гол за «Ярун». Всього за час оренди провів за клуб 5 зустрічей, відзначившись двома м'ячами. Влітку 2023 року повернувся з оренди в «Локомотиву».
1 вересня 2023 року в матчі Першої ліги проти клубу «Славен Белупо» забив свій перший гол за «Локомотиву», принісши перемогу команді (1-0).

### «Базель»
18 липня 2024 року перейшов у швейцарський клуб «Базель», підписавши чотирирічний контракт. Сума трансферу становила 3 млн євро. 27 липня дебютував за «Базель» в матчі швейцарської Суперліги проти «Лугано», вийшовши на заміну Кевіну Рюеггу. 11 серпня в поєдинку проти «Серветта» забив свій перший гол за «Базель», відзначившись також і результативною передачею. В своєму дебютному сезоні забив 5 голів у 28 матчів за «Базель», допомігши команді «оформити» золотий дубль: виграти Суперлігу та здобути Кубок Швейцарії.

## Кар'єра в збірній
Виступав за збірні Хорватії до 18, до 19 і до 21 року.

## Статистика виступів
Станом на 20 серпня 2025 
| Клуб              | Сезон             | Чемпіонат         | Чемпіонат | Чемпіонат | Кубок | Кубок | Єврокубки | Єврокубки | Інші  | Інші | Всього | Всього |
| Клуб              | Сезон             | Дивізіон          | Матчі     | Голи      | Матчі | Голи  | Матчі     | Голи      | Матчі | Голи | Матчі  | Голи   |
| ----------------- | ----------------- | ----------------- | --------- | --------- | ----- | ----- | --------- | --------- | ----- | ---- | ------ | ------ |
| Локомотива        | 2022–23           | ХФЛ               | 11        | 0         | 1     | 0     | —         | —         | —     | —    | 12     | 0      |
| Локомотива        | 2023–24           | ХФЛ               | 30        | 9         | 4     | 0     | —         | —         | —     | —    | 34     | 9      |
| Локомотива        | Всього            | Всього            | 41        | 9         | 5     | 0     | 0         | 0         | 0     | 0    | 46     | 9      |
| → Ярун            | 2022–23           | Перша ліга        | 5         | 2         | 0     | 0     | —         | —         | —     | —    | 5      | 2      |
| Базель            | 2024–25           | Суперліга         | 28        | 4         | 4     | 2     | —         | —         | —     | —    | 32     | 6      |
| Базель            | 2025–26           | Суперліга         | 3         | 0         | 1     | 1     | 1         | 0         | —     | —    | 5      | 1      |
| Базель            | Всього            | Всього            | 31        | 4         | 5     | 3     | 1         | 0         | 0     | 0    | 37     | 7      |
| Всього за кар'єру | Всього за кар'єру | Всього за кар'єру | 77        | 15        | 10    | 3     | 1         | 0         | 0     | 0    | 88     | 18     |

## Досягнення
«Базель»
- Чемпіон Швейцарії: 2024–25[21]
- Володар Кубка Швейцарії: 2024–25[22]